# Caproni Ca.20
Caproni Ca.20 là một trong những máy bay máy bay tiêm kích cánh đơn hiện đại đầu tiên được chế tạo, do Giovanni Battista Caproni phát triển năm 1914.